# Marjorie Kane
Pour les articles homonymes, voir Kane.
Marjorie Kane (née le 28 avril 1909 à Chicago, dans l'Illinois et morte le 8 janvier 1992 à Los Angeles, Californie) est une actrice américaine.

## Filmographie
- 1929 : Border Romance : Nina
- 1929 : Gabbo le ventriloque (The Great Gabbo) de James Cruze : Babe
- 1930 : Be Yourself! : Lola, chorus girl
- 1930 : Sunny Skies de Norman Taurog : Doris
- 1930 : Quatre Femmes à la recherche du bonheur (Ladies in Love) d'Edward H. Griffith : Marjorie
- 1930 : Night Work : Cabaret Singer
- 1930 : Grandma's Girl
- 1932 : Billboard Girl : Mary Malone
- 1932 : The Spot on the Rug
- 1932 : Jimmy's New Yacht
- 1932 : The Loud Mouth : Edith
- 1932 : Hatta Marri
- 1932 : Up Popped the Ghost
- 1932 : The Singing Plumber
- 1932 : Le Dentiste (The Dentist) : Daughter
- 1932 : The Lion and the House
- 1932 : The Human Fish
- 1933 : Blue of the Night : Marian Bradley
- 1933 : The Singing Boxer
- 1933 : The Pharmacist d'Arthur Ripley : His daughter
- 1934 : Counsel on De Fence
- 1937 : Hollywood Hollywood (Something to Sing About) : Regan's Receptionist
- 1938 : Madame et son clochard (Merrily We Live), de Norman Z. McLeod : Rosa
- 1938 : Les montagnards sont là (Swiss Miss)
- 1938 : The Marines Are Here
- 1938 : Vacances payées : Camp Guest
- 1938 : The Gladiator : Miss Taylor, Student
- 1938 : Youth Takes a Fling : Switchboard Operator
- 1938 : There Goes My Heart : Secretary
- 1938 : Crime Takes a Holiday : Singer
- 1938 : Amants (Sweethearts) : Telephone Operator
- 1939 : Les trois jeunes filles ont grandi (Three Smart Girls Grow Up) d'Henry Koster : Wedding Guest
- 1939 : Broadway Serenade : Third 5 & 10 Salesgirl
- 1939 : Little Accident de Charles Lamont : Woman Ironer
- 1940 : Le Poignard mystérieux de Tay Garnett : Telephone Operator
- 1940 : Scatterbrain
- 1940 : From Nurse to Worse : Nurse
- 1940 : No Census, No Feeling
- 1940 : Hit Parade of 1941
- 1940 : Youth Will Be Served (en) d'Otto Brower : Sue
- 1940 : Swing Romance (Second Chorus) : Whiteman's secretary
- 1941 : Fresh as a Freshman
- 1941 : Half Shot at Sunrise
- 1941 : Sailors on Leave : Perky Cutie
- 1941 : The Officer and the Lady : Telephone Operator
- 1941 : The Kink of the Campus : Petite dancer
- 1941 : Dick Tracy vs. Crime Inc. (en) : Cigarette Girl [Ch. 9]
- 1941 : Évitons le scandale ! (Design for Scandal) de Norman Taurog : Second Telephone Operator
- 1942 : Glove Birds : Bit Role
- 1942 : Girl Trouble : Cashier
- 1942 : You Can't Escape Forever : Bridesmaid
- 1943 : L'Amour travesti (Slightly Dangerous) : Customer
- 1943 : Garden of Eatin'
- 1943 : Gangway for Tomorrow (en) de John H. Auer : Girl on street
- 1944 : Man from Frisco : Girl
- 1944 : Reckless Age : Restaurant Patron
- 1945 : Behind City Lights : Waitress
- 1945 : Le Roman de Mildred Pierce (Mildred Pierce) : Waitress
- 1945 : Girls of the Big House
- 1945 : Life with Blondie : Bit Role
- 1946 : Cinderella Jones
- 1950 : Fureur secrète (The Secret Fury) : Maid
- 1950 : Again... Pioneers : Church woman at The Patch
- 1951 : Week-End with Father : Mother at Party